# Quý tôn Ý Như
Quý tôn Ý Như (chữ Hán: 季孫行父, ?-505 TCN) tức Quý Bình tử (季平子), là vị tông chủ thứ năm của Quý tôn thị, một trong Tam Hoàn của nước Lỗ dưới thời Xuân Thu trong lịch sử Trung Quốc.
Ông tên thật là Cơ Ý Như, cháu của Quý tôn Túc, thủ lĩnh thứ tư của họ Quý, con của Quý tôn Hột (季孫紇), truy tôn Quý Điệu tử. Do cha mất sớm nên ông trở thành người kế tập ông nội. Năm 535 TCN, Quý tôn Túc mất, Quý tôn Ý Như thế tập.

## Sự nghiệp
Năm 530 TCN, do Quý tôn Ý Như ghen ghét gia thần Nam Khoái nên Nam Khoái làm loạn chiếm Phí Ấp. Quý tôn Ý Như thu dùng chính sách thu phục lòng dân để mọi người hướng về mình. Năm 528 TCN, ông dẫn quân đánh bại Nam Khoái, Nam Khoái trốn sang nước Tề.
Năm 519 TCN, Thúc tôn Xước nhường ngôi vị chính khanh cho Quý tôn Ý Như, từ đó ông trở thành chính khanh nước Lỗ. Năm 517 TCN, Quý tôn Ý Như nhiều lần lấn đất của Hậu Chiêu bá làm Hậu Chiêu bá tức giận. Tang Chiêu bá cũng đòng tình với họ Hậu, bắt giam sứ của Quý tôn Ý Như. Quý tôn Ý Như tức giận cũng bắt sứ của Tang Chiêu bá. Họ Tang và họ Hậu bèn xin Lỗ Chiêu công đem quân đánh họ Quý. Tháng 9 năm đó, Lỗ Chiêu công hợp quân với Hậu Chiêu bá và Tang Chiêu bá đánh Quý tôn Ý Như. Hai nhà Mạnh tôn, Thúc tôn đem quân cứu họ Quý, giết Hậu Chiêu bá rồi đánh bại quân của Lỗ Chiêu công. Lỗ Chiêu công chạy sang nước Tề.
Năm 516 TCN, Vệ Linh công và Tống Cảnh công sai sứ sang nước Tấn, đề nghị nước Tấn giúp Lỗ Chiêu công về nước, trị tội họ Quý. Nhưng Quý tôn Ý Như sai sứ sang đút lót cho đại phu họ Phạm để nước Tấn đừng giúp vua Lỗ. Lục khanh tâu với Tấn Khoảnh công rằng họ Quý không có lỗi. Vì vậy nước Tấn không ra tay giúp Lỗ Chiêu công.
Năm 511 TCN, Tấn Định công lại muốn giúp Lỗ Chiêu công về nước. Tuy nhiên Quý tôn Ý Như đích thân sang Tấn đút lót cho đại phu họ Phạm và Trí, nên các đại phu nước Tấn biện hộ giúp họ Quý với Tấn Định công, khiến Lỗ Chiêu công đến hết đời vẫn không về nước được.
Năm 505 TCN, Quý tôn Ý Như chết. Gia thần Dương Hổ bắt giam con ông là Quý tôn Tư, nội bộ họ Quý sinh loạn.